# Нива ГЭС-1
Нива ГЭС-1, или Нива-1 — гидроэлектростанция на реке Нива около города Полярные Зори в Мурманской области. Входит в Каскад Нивских ГЭС, являясь его верхней ступенью. Эта станция — первая на каскаде, где была установлена телемеханика, что позволило осуществлять работу без присутствия постоянного оперативного персонала. В настоящее время полностью автоматизирована. Осуществляет годичное и многолетнее регулирование стока р. Нивы водохранилищами озер Имандра и Пиренга.

## Общие сведения
Строительство ГЭС началось в 1950, закончилось в 1954. Первый гидроагрегат пущен в 1952, ГЭС принята в промышленную эксплуатацию 6 сентября 1954. ГЭС построена по деривационному типу.
Состав сооружений ГЭС:
- земляная насыпная плотина длиной 300 м наибольшей высотой 8,5 м;
- правобережная насыпная дамба длиной 277 м;
- левобережная насыпная дамба длиной 650 м;
- бетонная водосбросная плотина длиной 61,40 м;
- деривационный подводящий канал длиной 1151,78 м;
- здание ГЭС совмещенного типа длиной 48 м с донным водосбросом;
- отводящий канал длиной 727,1 м.

Мощность ГЭС — 24,9 МВт, среднегодовая выработка — 131,641 млн кВт·ч. В здании ГЭС установлено 2 поворотно-лопастных гидроагрегата мощностью 12,5 МВт и 12,4 МВт, работающих при расчетном напоре 11,5 м. Гидротурбины импортные (КМВ). В настоящее время ГЭС полностью автоматизирована и работает без персонала.
Напорные сооружения ГЭС (длина напорного фронта 1,28 км) образуют Пиренгское водохранилище сезонного регулирования и крупное водохранилище озера Имандра многолетнего регулирования. Площадь водохранилища озера Имандра составляет 876 км², полная и полезная ёмкость 11,2 и 2,83 км³.
ГЭС спроектирована институтом «Ленгидропроект».
Нива ГЭС-1 входит в состав ПАО «ТГК-1».
В 2020 году произошло изменение мощности ГЭС (перемаркировка по тепловому состоянию гидрогенераторов) с 26 МВт до 24,9 МВт.